# Франсуа Мубандже
Франсуа Мубандже (фр. François Moubandje, нар. 21 червня 1990, Дуала) — швейцарський футболіст камерунського походження, захисник клубу «Сьйон».

## Клубна кар'єра
Народився 21 червня 1990 року в місті Дуала.
У дорослому футболі дебютував 2007 року виступами за команду клубу «Мерен», в якій провів три сезони, взявши участь у 26 матчах чемпіонату. 
Своєю грою за цю команду привернув увагу представників тренерського штабу клубу «Серветт», до складу якого приєднався 2010 року. Відіграв за женевську команду наступні три сезони своєї ігрової кар'єри. Більшість часу, проведеного у складі «Серветта», був основним гравцем захисту команди.
До складу клубу «Тулуза» приєднався 2013 року. Влітку 2016 року подовжив свій контракт з французьким клубом до 2019 року. У сезоні 2017/18 провів свою соту гру за «Тулузу» в національному чемпіонаті.
У липні 2019, після завершення контракту з «Тулузою», перейшов до загребського «Динамо» як вільний агент. Восени 2019 в складі хорватського клубу дебютував у Лізі чемпіонів УЄФА.
| Дата       | Місто               | Господарі         | Результат | Гості                | Турнір                               | Голи | Примітки |
| ---------- | ------------------- | ----------------- | --------- | -------------------- | ------------------------------------ | ---- | -------- |
| 15-11-2014 | Базель              | Швейцарія         | 4 – 0     | Литва                | Відбір до ЧЄ 2016                    | -    | 24' 75'  |
| 18-11-2014 | Вроцлав             | Польща            | 2 – 2     | Швейцарія            | товариський матч                     | -    |          |
| 31-3-2015  | Цюрих               | Швейцарія         | 1 – 1     | США                  | товариський матч                     | -    |          |
| 10-6-2015  | Тун                 | Швейцарія         | 3 – 0     | Ліхтенштейн          | товариський матч                     | -    | 46'      |
| 14-10-2014 | Серравалле          | Сан-Марино        | 0 – 4     | Швейцарія            | Відбір до ЧЄ 2016                    | -    | 72'      |
| 12-10-2015 | Таллінн             | Естонія           | 0 – 1     | Швейцарія            | Відбір до ЧЄ 2016                    | -    | 80'      |
| 13-11-2015 | Трнава              | Словаччина        | 3 – 2     | Швейцарія            | товариський матч                     | -    | 58'      |
| 17-11-2015 | Відень              | Австрія           | 1 – 2     | Швейцарія            | товариський матч                     | -    |          |
| 25-3-2016  | Дублін              | Ірландія          | 1 – 0     | Швейцарія            | товариський матч                     | -    | 78'      |
| 29-3-2016  | Цюрих               | Швейцарія         | 0 – 2     | Боснія і Герцеговина | товариський матч                     | -    | 65'      |
| 3-6-2016   | Лугано              | Швейцарія         | 2 – 1     | Молдова              | товариський матч                     | -    | 63'      |
| 25-3-2017  | Каруж               | Швейцарія         | 1 – 0     | Латвія               | Відбір до ЧС 2018                    | -    |          |
| 1-6-2017   | Невшатель           | Швейцарія         | 1 – 0     | Білорусь             | товариський матч                     | -    |          |
| 9-6-2017   | Торсгавн            | Фарерські острови | 0 – 2     | Швейцарія            | Відбір до ЧС 2018                    | -    |          |
| 7-10-2017  | Базель              | Швейцарія         | 5 – 2     | Угорщина             | Відбір до ЧС 2018                    | -    |          |
| 27-3-2018  | Базель              | Швейцарія         | 6 – 0     | Панама               | товариський матч                     | -    |          |
| 3-6-2018   | Віла-Реал (Іспанія) | Іспанія           | 1 – 1     | Швейцарія            | товариський матч                     | -    | 78'      |
| 8-6-2018   | Лугано              | Швейцарія         | 2 – 0     | Японія               | товариський матч                     | -    | 73'      |
| 11-9-2018  | Лестер              | Англія            | 1 – 0     | Швейцарія            | товариський матч                     | -    | 46'      |
| 15-10-2018 | Рейк'явік           | Ісландія          | 1 – 2     | Швейцарія            | Ліга націй УЄФА 2018-2019 - 1-й етап | -    |          |
| 14-11-2018 | Лугано              | Швейцарія         | 0 – 1     | Катар                | товариський матч                     | -    | 46'      |
| Усього     |                     | Матчів            | 21        |                      | Голів                                | 0    |          |

## Титули і досягнення
- Чемпіон Хорватії (1):

«Динамо»: 2019-20